# Spirito Santo alla Ferratella (titolo cardinalizio)
Spirito Santo alla Ferratella (in latino Titulus Spiritus Sancti ad Ferratellam) è un titolo cardinalizio istituito da papa Giovanni Paolo II il 28 giugno 1988.

## Sede
Il titolo insiste sulla chiesa dello Spirito Santo alla Ferratella, nella zona Fonte Ostiense, sede parrocchiale istituita il 1º dicembre 1981.
Dal 5 ottobre 2019 il titolare è il cardinale Ignatius Suharyo Hardjoatmodjo, arcivescovo metropolita di Giacarta e ordinario militare in Indonesia.

## Titolari
- Vincentas Sladkevičius, M.I.C. (28 giugno 1988 - 28 maggio 2000 deceduto)
- Ivan Dias (21 febbraio 2001 - 19 giugno 2017 deceduto)
  - Titolo vacante (2017 - 2019)
- Ignatius Suharyo Hardjoatmodjo, dal 5 ottobre 2019